# Терихен, Вернер
Вернер Терихен (нем. Werner Thärichen; 4 февраля 1921, Нойхарденберг — 24 апреля 2008, Берлин) — немецкий музыкант-ударник и композитор.
С шести лет учился играть на фортепиано, затем изучал также флейту и ударные инструменты. Играл на литаврах в оркестрах Гамбургской оперы и берлинской Оперы на Унтер-ден-Линден. В 1948—1984 гг. первый литаврист Берлинского филармонического оркестра. В этом качестве работал сперва под руководством Вильгельма Фуртвенглера, а затем под руководством Герберта фон Караяна. Сравнению творческих манер двух великих дирижёров посвящена книга Терихена «Бой литавр. Фуртвенглер или Караян?» (нем. Paukenschläge. Furtwängler oder Karajan?; 1987). Терихену также принадлежит учебник игры на литаврах и ударных (нем. Pauker-Training; 1976).
Композиторское наследие Терихена довольно обширно и не сводится к сочинениям для ударных, хотя его концерт для литавр с оркестром op. 34 (1954) и стал одной из наиболее популярных его работ; можно отметить ещё своеобразную композицию под названием «Битва литавристов „Батрахомиомахия“» op. 55 для двух литавр, сопрано, хора и оркестра (премьера 1958 под управлением Караяна, российская премьера 2014, Губернаторский симфонический оркестр Иркутской филармонии под управлением Илмара Лапиньша). Помимо этого, Терихен написал концерт для флейты с оркестром (премьера — Орель Николе и оркестр под управлением Серджиу Челибидаке), концерт для скрипки с оркестром (премьера — Хельмут Хеллер и оркестр под управлением Ловро фон Матачича), два фортепианных концерта, из которых первый впервые (1961) исполнил Альфред Брендель, вообще не отличавшийся интересом к новейшему репертуару. Камерная опера Терихена «Конец Анаксимандра» (нем. Anaximanders Ende; 1958, либретто Вольфдитриха Шнурре) представляла собой своеобразную ироническую мелодраму, «нечто вроде комикса» по отзыву Х. Х. Штукеншмидта.